# (6142) 1993 FP
(6142) 1993 FP (1993 FP, 1947 LJ, 1970 GJ, 1981 DC4, 1991 XY5) — астероїд головного поясу.
Тіссеранів параметр щодо Юпітера — 3,477.